# Utamisz
Abu Musa Utamisz (arab. ‏اوتامش، اتامش‎; zm. 6 czerwca 863 roku w Samarrze) – turecki oficer wojskowy kalifatu Abbasydów, a po objęciu urzędu przez kalifa Al-Musta’ina wezyr.

## Życiorys
Utamisz urodził się w Iraku. Jego ojciec nazywał się prawdopodobnie Chatrakin i bratankiem Bugha al-Kabira. Utamisz został przydzielony do służby Al-Muntasira, najstarszego syna i dziedzica Al-Mutawakkila. Wspólnie nawiązali silną więź i był znany jako "sahib Al-Muntasir".
Utamisz odegrał kluczową rolę w próbach pozyskania lojalności Turków w armii przez Al-Muntasira, co spowodowało wrogość między Al-Mutawakkilem, a Al-Muntasirem. Arabski pisarz historyczny Al-Jakubi stwierdza, że Utamisz był jednym z oficerów, którzy zamordowali Al-Mutawakkila w grudniu 861 roku, chociaż nie potwierdzają tego inne relacje z tego incydentu.
Po śmierci Al-Muntasira w czerwcu 862 roku oficerowie Utamisz, Bugha al-Kabir i Bugha al-Szarabi spotkali się, aby wybrać nowego kalifa. Ahmad ibn al-Chasib al-Dżardżara’i zorganizował spotkanie w armii, aby zaakceptowali kogokolwiek, na kogo się zdecydują, i wyraził zgodę, gdy grupa wybrała Al-Musta’ina , wnuka Al-Mu’tasima. Został on sekretarzem nowego kalifa, podczas gdy Utamisz został wezyrem.
W ciągu pierwszego roku panowania Al-Musta’in Utamisz cieszył się pełną kontrolą nad kalifem i jego sprawami. Dominacja Utamisza nad rządem wkrótce sprawiła, że narobił sobie wrogów w armii i biurokracji. On i kilku innych urzędników okradło skarbiec. 4 czerwca 863 roku Turcy wymaszerowali ze swoich kwater w Samarra i ruszyli w kierunku Pałacu Jausak przeciwko Utamiszowi. Wezyr próbował szukać schronienia u Al-Musta’ina, ale mu odmówiono; dwa dni później wojska wkroczyły do pałacu i pojmały Utamisza. Utamisz został zabity 6 czerwca 863 roku, a jego rezydencja splądrowana.

## Życie prywatne
Utamisz był w związku z kobietą o imieniu Najla. Miał również dziecko o imieniu Musa.